# 8707 Аракіхіросі
8707 Аракіхіроші (1994 CE2, 1991 JX6, 1991 NW2, 8707 Arakihiroshi) — астероїд головного поясу, відкритий 12 лютого 1994 року.
Тіссеранів параметр щодо Юпітера — 3,543.